# Баллюзек, Владимир Владимирович
Влади́мир Влади́мирович Баллюзек (12 (24) декабря 1881 — 9 сентября 1957) — российский, советский художник, кинорежиссёр

.

## Биография
Родился 12 (24) декабря 1881 года в Санкт-Петербурге в семье Владимира Фёдоровича Баллюзека (? — 21.07.1905), который с 28 января 1879 года был женат на купеческой дочери Вере Сергеевне Вареновой; 8 июля 1890 года отец женился во второй раз — на дочери действительного тайного советника П. Г. Редкина, Надежде Петровне.
Род был внесён в 3-ю часть дворянской родословной книги Казанской губернии по определению Казанского дворянского депутатского собрания от 4 декабря 1869 года и утверждён указом Герольдии от 4 февраля 1870 года — вероятно, по заслугам деда Фёдора Фёдоровича (1824—?), о котором известно, что он был в 1846 году прапорщиком, в 1853 году — поручиком; в 1858 году уволен в гражданскую службу с награждением чином титулярного советника; Фёдор Фёдорович был женат на дочери надворного советника Евгении Александровне Саранчеевой. 
В 1898 году поступил в пятый класс реального училища Карла Мая, а в 1900 году ушёл из него, так и не перейдя в следующий шестой класс. Обучение продолжил в Высшем художественном училище. В 1905 году за участие в революционных кружках был выслан из столицы и уехал за границу. Учился в художественном училище в Мюнхене, после чего много работал в Париже, Белграде, Вене и Лондоне, в театральных декорационных мастерских. В 1914 году Баллюзеку разрешили возвратиться в Россию. После возвращения работал в театре и кино; под руководством Александра Бенуа, оформлял пушкинские постановки в МХТ. В кино одной из первых его работ стала экранизация одноименной повести А. С. Пушкина Пиковая дама режиссера Якова Протазанова. Впоследствии он продолжал работу с этим режиссером. Работал на кинофабрике Ермольева, «Севзапкино», «Азгоскино», «Всеукраинское фотокиноуправление», «Белгоскино», «Межрабпомфильм», «Мосфильм» и т.д. В 1924 году дебютировал как режиссер, сняв фильм «Легенда о Девичьей Башне», в котором также был художником. Затем он снял ещё четыре фильма, в некоторых из них снова был художником.
В. В. Баллюзек — автор научных изысканий в области технологий декорационного искусства в кино.
Был женат на художнице Марии Никандровне Горюнова. Их сын — Феликс Владимирович Баллюзек (1927—2013).
Умер 9 сентября 1957 года на своей даче в посёлке Токсово Ленинградской области. Похоронен там же. 

## Фильмография
Список фильмографии В. В. Баллюзека включает в себя около 30 фильмов:
- 1915 — Андрей Тобольцев (художник)
- 1916 — Пиковая дама (художник)
- 1918 — Отец Сергий («Князь Касатский») (художник)
- 1918 — Горничная Дженни (художник, актёр)
- 1918 — Малютка Элли (художник)
- 1918 — Царевич Алексей (художник)
- 1919 — Тайна королевы (художник)
- 1919 — Девочка со спичками (художник)
- 1919 — Заживо погребённый (художник)
- 1920 — Дети учат стариков (художник)
- 1921 — В вихре революции!
- 1921 — Деревня на переломе (художник)
- 1923 — Комедиантка (художник)
- 1924 — Легенда о Девичьей Башне (режиссер, художник)
- 1924 — Папиросница от Моссельпрома (художник)
- 1926 — Гамбург (режиссер)
- 1926 — Герой матча (художник)
- 1926 — Ордер на арест (художник)
- 1927 — Лишённые дня («Без солнца») (режиссер, художник)
- 1927 — Трое (художник)
- 1928 — Джентльмен и петух (режиссер, художник)
- 1928 — Земля зовет (режиссер)
- 1929 — Два-Бульди-два (художник)
- 1930 — Праздник святого Иоргена (художник)
- 1930 — Чёрные дни (художник)
- 1931 — Фата Моргана (художник)
- 1934 — Весенние дни («Энтузиасты») (художник)
- 1934 — Мечтатели (художник)
- 1934 — Хижина старого Лувена (художник)
- 1936 — Дети капитана Гранта (художник)
- 1939 — Ночь в сентябре (художник)
- 1939 — Степан Разин
- 1941 — Мы ждём вас с победой (художник)
- 1941 — На путях (художник)
- 1942 — Боевой киносборник № 10 (Молодое вино) (художник)